# Gerhard Egede
Lars Gerhard Andreas Boas Egede (* 5. April 1892 in Narsaq; † 15. April 1969 ebenda) war ein grönländischer Katechet, Pastor und Landesrat.

## Leben
Er war der Sohn des Jägers Edvard Frederik Kristian Anders Egede (1858–1901) und seiner Frau Ane Sofie Frederikke Berthelsen (1865–1913). Über seine Mutter war er ein Enkel von Rasmus Berthelsen (1827–1901). Zu seinen Brüdern gehören die Landesräte Otto Egede (1889–1952) und Niels Egede (1900–?). Er ist somit der Onkel von Erik Egede (1923–1967). Gerhard heiratete am 3. September 1916 in Aasiaat Karen Karoline Agathe Siegstad (1897–?), die eine uneheliche Tochter des späteren Inspektors Carl Frederik Harries (1872–1938) war. Der Landesrat Carl Egede (1924–1959), der beim Untergang der Hans Hedtoft ums Leben kam, war sein Sohn.
Gerhard Egede schloss 1912 das Studium an Grønlands Seminarium ab und ließ sich anschließend in Dänemark ausbilden. Danach arbeitete er als Oberkatechet in Aasiaat und Nuuk und wurde 1917 ordiniert. In dessen Folge war er Pastor in Paamiut, Nanortalik, Qaqortoq und Narsarmijit.
Er war Gemeinde- und Sysselrat und wurde 1933 in den südgrönländischen Landesrat gewählt. Während er im ersten Jahr noch von Sem Petersen vertreten wurde, war er bei allen restlichen Sitzungen der Legislaturperiode anwesend und wurde 1939 wiedergewählt, ebenso wie 1945. In dieser Periode wurde er allerdings 1946, 1949 und 1950 von Kristian Berthelsen vertreten. Von 1951 bis 1954 saß er dann auch im ersten gesamtgrönländischen Landesrat. Mit 21 Jahren Amtszeit war er das seinerzeit am längsten währende Mitglied. Während der Landesratsitzung 1948 war es Gerhard Egede, der Staatsminister Hans Hedtofts Vorschlag zur Reform Grönlands im Namen der beiden Landesräte zustimmte, woraufhin die Grønlandskommission gebildet wurde, der er auch angehörte. 1950 wurde er für seine Mitgliedschaft in der Kommission zum Dannebrogsmand ernannt.